# دارن هیز
دارن استنلی هِیز (به انگلیسی: Darren Stanley Hayes) (زادهٔ ۸ مه ۱۹۷۲) خواننده و آهنگساز استرالیایی است که در بریتانیا به فعالیت می‌پردازد. او گروه دونفره سوج گاردن را تشکیل داد که تا پیش از هم پاشیدن گروه در سال ۲۰۰۱، بیش از ۲۳ میلیون نسخه از آلبوم‌های آن در سراسر جهان به فروش رفت. دارن هیز نخستین آلبوم انفرادی خود را در سال ۲۰۰۲ منتشر کرد که دو میلیون نسخه از آن در سراسر جهان به فروش رفت. وی پس از آن تغییری در سبک خود ایجاد و الکترونیکا را تجربه نمود. او چهارمین آلبوم استودیویی خود را در سال ۲۰۱۱ منتشر کرد.